# Birindji Tchaghan
Birindji Tchaghan est un village de la région de Şamaxı en Azerbaïdjan.

## Géographie
Le village de Birindji Tchaghan de la région de Şamaxı est situé dans la circonscription administrative du village de Dadagunachli.

## Population
Selon les statistiques de 2008, la population du village est de 184 personnes.